# جولي سانتيلي
جولي سانتيلي (28 ديسمبر 1968 - 15 أكتوبر 2020)، هي سياسية إيطالية. كانت عضوًا في حزب فورزا إيطاليا الذي يمثل يمين الوسط، وكانت رئيسة كالابريا من 17 فبراير 2020 حتى وفاتها.

## وفاتها
توفيت في 15 أكتوبر 2020م، عن عمر 51 عامًا.

## روابط خارجية
- ملفات عن أنشطتها البرلمانية (بالإيطالية): الهيئة التشريعية الرابعة عشر نسخة محفوظة 4 ديسمبر 2020 على موقع واي باك مشين. والخامس عشر والسادس عشر والسابع عشر والثامن عشر.